# Francesco Chieco
Francesco Chieco (Giovinazzo, 13 maggio 1899 – Bari, 11 febbraio 1981) è stato un avvocato e politico italiano.

## Biografia
Avvocato di idee conservatrici, partecipò attivamente alla seconda guerra mondiale, col grado di capitano, ed aderì nel dopoguerra al Partito Nazionale Monarchico. Fu sindaco di Bari dal 1952 al 1956 a capo di una giunta composta da missini e monarchici. Fu presidente delle sezioni locali di Automobil Club (dal 1946 al 1959) ed Aero Club nonché consigliere di amministrazione di Università e Policlinico di Bari e dei Comitati provinciali della Società Dante Alighieri e dell'Istituto per la Storia del Risorgimento.

## Curiosità
- Grazie alla sua passione per l'automobilismo, la città di Bari ospitò, dal 1947 al 1956, una corsa automobilistica su un circuito cittadino che comprendeva il lungomare[2].
- Egli stesso ideò la corsa automobilistica "Fasano-Selva" che si tiene tutt'oggi[3].
- Sua moglie, Maria Chieco Bianchi, fu sindaco di Fasano (prima donna sindaco in Puglia e terza in Italia) e deputato della Repubblica, sempre per il Partito Monarchico[4].